# Kristian Kaalund
Peter Erasmus Kristian Kaalund (født 19. august 1844 i Søllested på Lolland, død 4. juli 1919 på Frederiksberg) var en dansk lærer og filolog.

## Virke
Han var søn af sognepræst Caspar Ernst Kaalund (død 1853) og Anna Helene Riedewaldt (død 1888) og student fra Herlufsholm Skole. Han blev mag.art. i nordisk filologi i 1869 og dr.phil. i 1879.
Kaalund arbejdede 1880-1883 som adjunkt (lærer) ved Metropolitanskolen i København. I 1883 blev han ansat som bibliotekar ved den Arnamagnæanske Håndskriftsamling, hvor han lavede det første samlede katalog over samlingen (I-II, 1888-94).  I 1965 vedtog Folketinget ved lov, at hovedparten af samlingens islandske håndskrifter skulle udleveres til Islands Universitet. I 1879 blev han sekretær i Samfundet til Udgivelse af gammel nordisk Litteratur. I 1891 blev han sekretær i Det kongelige Nordiske Oldskriftselskab, i 1900 medlem af Videnskabernes Selskab 1900 og 1907 Ridder af Dannebrog.
Han er bisat på Gentofte Kirkegård.

## Værker
- Laxdæla Saga, 1891
- Heidarviga Saga, 1904
- Alfrædi islenzk, 1918
- Sturlunga Saga, 1911
- Árni Magnússons embedsskrivelser, 1916